# Olathe (Colorado)
Olathe é uma cidade  localizada no estado americano de Colorado, no Condado de Montrose.

## Demografia
Segundo o censo americano de 2000, a sua população era de 1573 habitantes.
Em 2006, foi estimada uma população de 1721, um aumento de 148 (9.4%).

## Geografia
De acordo com o United States Census Bureau tem uma área de
3,4 km², dos quais 3,4 km² cobertos por terra e 0,0 km² cobertos por água. Olathe localiza-se a aproximadamente 1662 m acima do nível do mar.

## Localidades na vizinhança
O diagrama seguinte representa as localidades num raio de 40 km ao redor de Olathe.